# 雷曼兄弟
雷曼兄弟控股公司（Lehman Brothers Holdings Inc.，粉红单市场：LEHMQ，前NYSE股票代碼LEH）於1850年創辦，是一家國際性金融機構及投資銀行，業務包括證券、債券、市場研究、證券交易業務、投資管理、私募基金及私人銀行服務，亦是美國國庫債券的主要交易商。

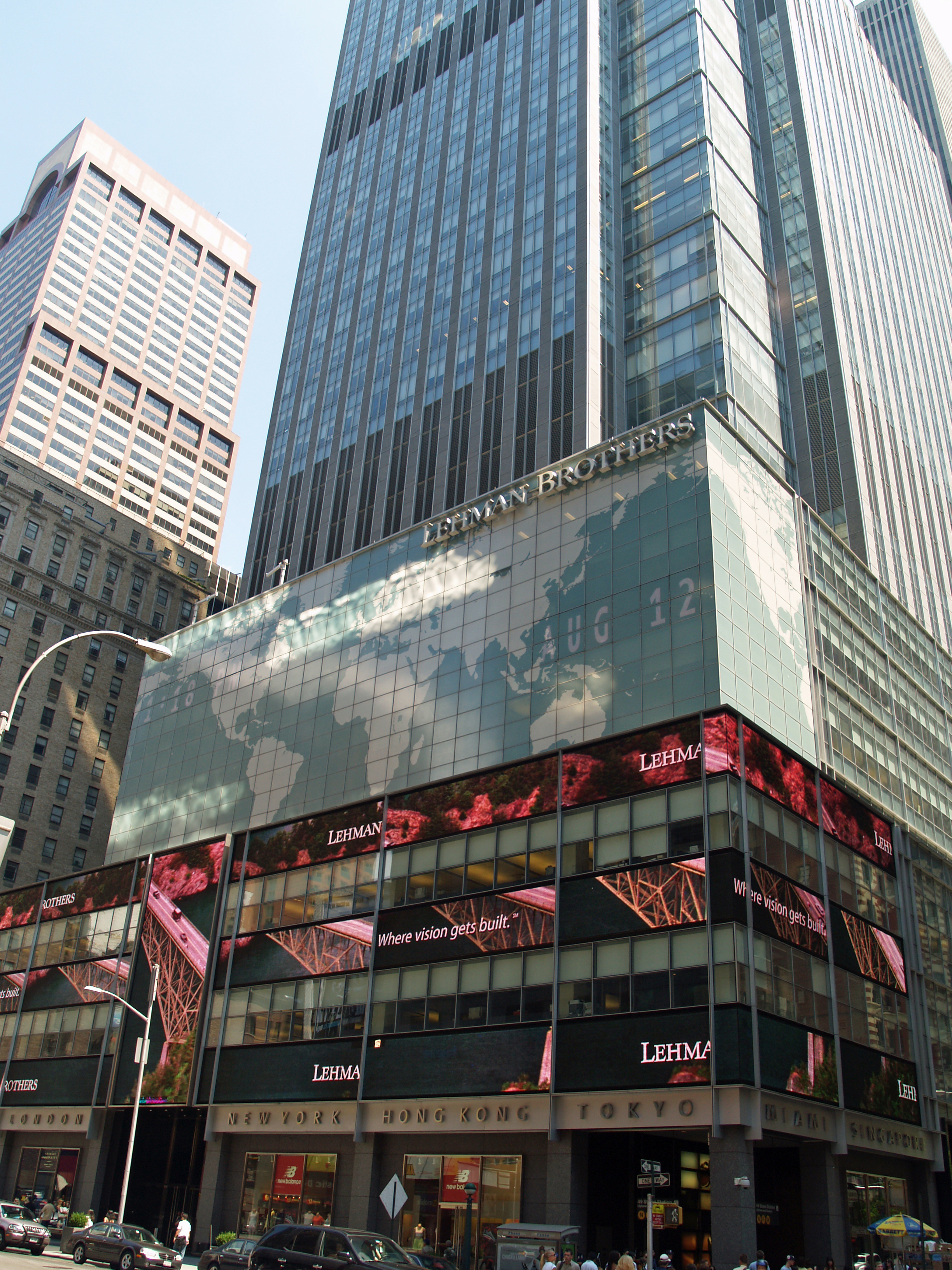
雷曼兄弟控股公司位於時代廣場的總部

主要子公司包括Lehman Brothers Inc、Neuberger Berman Inc.、Aurora Loan Services, Inc.、SIB Mortgage Corporation、Lehman Brothers Bank、First Heights Bank、Crossroads Group及Tekson Group。環球總部設於美國紐約市，地區總部則位於英國倫敦及日本東京，在世界各地亦設有辦事處。2008年，雷曼兄弟曾被美國《財富雜誌》選為財富500強公司之一，為當時美國第四大投資銀行。
2008年中，受到次級房貸風暴連鎖效應波及，在財務方面受到重大打擊而虧損，致使股價下跌到剩低於一美元（2008年9月17日低於US$0.10），陸續裁員六千人以上，並尋求國際間的金主進駐。
2008年9月15日，在美國財政部、美國銀行及英國巴克萊銀行相繼放棄收購談判后，雷曼兄弟公司宣布申请破產保护，負債達6130億美元。雷曼兄弟的破产被认为是2007年–2008年環球金融危機失控的标志。

## 歷史

### 1850年－1969年，雷曼家族掌控時期
亨利·雷曼（Henry Lehman）為賣牛商人之子，1844年23歲的亨利從德国巴伐利亚州的林帕尔市移民到美國，定居在阿拉巴馬州的蒙哥马利，在那裡開了一家名為「H. Lehman」的乾貨商店。1847年，因伊曼纽尔·雷曼（Emanuel Lehman）到来，商号更名为“H. Lehman and Bro”。当1850年家中最小的弟弟迈爾·雷曼（Mayer Lehman）也到此地後，商号再次變更，定名為「Lehman Brothers」。
19世紀50年代的美國南部地區，棉花是最重要的农产品之一。利用棉花的高市場價值，三兄弟開始定期接受由客户付款的原棉贸易，最終開始棉花的二次商业贸易。幾年之間這項業務的增長成為他们经营的主力項目。在1855年，亨利因罹患黃熱病而過世後，另外两兄弟繼續从事农产品期货生意和經紀商業務。
1858年因眾多因素，棉花贸易中心由美国南方转移到纽约。雷曼在纽约市曼哈顿区自由大街119号开设第一家分支机构的办事处，當年32岁的伊曼纽尔负责办事处业务。1862年遭逢美国内战，因此公司和一个名为约翰·杜尔的棉商合并，组建了雷曼杜尔公司（Lehman, Durr & Co.）。
在内战结束后，公司为阿拉巴马州提供财务支持以协助重建。公司总部最终也搬到1870年创建纽约棉花交易所的纽约市。1884年伊曼纽尔设置了公司理事会，公司还在新兴市场从事铁路债券业务并进军金融咨询业务。
早在1883年，雷曼已成为咖啡交易所成员之一，到了1887年公司还加入纽约证券交易所。1899年，則开始首笔公开招股生意，为国际蒸汽泵公司招募优先股和普通股。
尽管提供国际蒸汽，但一直到1906年，公司才从一个贸易商真正转变成为证券发行公司。同一年在菲利普·雷曼的掌管下，雷曼公司与高盛公司合作，將西尔斯·罗巴克公司與通用雪茄公司上市。
随后的二十年间，差不多有上百家新公司的上市都由雷曼兄弟协助，其中多次都和高盛公司合作。这些公司中有：F.W. Woolworth Company、May Department Stores Company、Gimbel Brothers, Inc.、R.H. Macy & Company、The Studebaker Corporation、百路馳（B.F. Goodrich）以及Endicott Johnson Corporation。
菲利普·雷曼于1925年退休，由他儿子罗伯特·雷曼（昵称“波比”）接手担任公司领导。波比领导期间，公司在股票市场复苏时由侧重于风险资本而渡过了资本危机大萧条。1928年，公司搬到现在鼎鼎有名的威廉一街。
雷曼兄弟公司是传统的家族生意。但在1924年，约翰·M·汉考克以首位非家庭成员身份加入雷曼兄弟公司，接着在1927年门罗·C·古特曼和保罗·马祖尔也相继加盟。
二十世纪三十年代，雷曼兄弟签署了第一电视制造商杜蒙的首次公开招股，并为美国广播公司（RCA）提供资金协助。它也为快速增长的石油工业提供金融协助，其中包括了哈利伯顿公司（Halliburton）和科麦奇公司（Kerr-McGee）。
二十世纪五十年代，雷曼兄弟签署了数字设备公司的首次公开上市（IPO）。稍后，它又协助了康柏公司上市。罗伯特·雷曼于1969年去世，当时已经没有雷曼家族任何一位成员在公司任职。罗伯特死後，公司呈現领导真空，加之当时经济不景氣，把公司带进困难期。1973年，贝尔豪威尔公司主席和首席执行官彼得·乔治·彼得森受聘挽救公司。

### 1970年－1984年
- 1970年：香港办事处开业
- 1971年：为亚洲开发银行承销第一笔美元债券
- 1973年：设立东京和新加坡办事处，提名为印度尼西亚政府顾问
- 1975年：收购Abraham&Co.投资银行

### 1984年－1994年作为美国运通的子公司
- 1984年：被美国运通公司以3.6亿美元收购，并与Shearson公司合并为Shearson Lehman/American Express（英语：Shearson Lehman/American Express）。
- 1986年：在伦敦证券交易所赢得交易席位
- 1988年：在东京证券交易所赢得交易席位
- 1988年，与E.F. Hutton & Co.合并为Shearson Lehman Hutton Inc（英语：Shearson Lehman Hutton Inc）.
- 1989年：泰國曼谷办事处开业
- 1990年：韓國首爾办事处开业
- 1993年：经纪业务与资产管理业务作为Shearson公司分立
- 1993年：北京办事处开业，为中国建设银行承销债券，创中国公司海外债券私募发行的先河，为中国财政部承销发行海外首笔美元龙债

### 1994－2008年最后的辉煌
- 1994年：美国运通公司与投资银行业务切割，首次公开募股成立了Lehman Brothers Holdings, Inc.。理查德·福尔德（英语：Richard S. Fuld, Jr.）为CEO直至2008年公司倒闭。
- 1994年：聘任为华能国际电力首次在纽约股票上市的主承销商，经办中国公司最早在海外的首笔大额融资（六亿二千五百万美元）
- 1995年：台北办事处开业
- 1997年：承销国家开发银行的扬基债券发行，这是中国政策性银行的首次美元债券发行
- 1998年：雷曼兄弟公司被收入「標準普爾500指數」，同一年雅加达办事处开业
- 1999年：与富達投资（Fidelity Investments）建立战略联盟，为零售股民提供投资与调研服务，与东京三菱银行就并购事宜建立联盟
- 1999－2000年：墨尔本办事处开业，為公司南半球的行政總部；并与澳大利亚和新西兰银行集团（ANZ）建立战略联盟，也是雷曼兄弟公司成立150周年纪念
- 2001年：被收入标准普尔500指数；成为阿姆斯特丹股票交易所的一员
- 2001年，获取了Cowen & Co.（英语：Cowen Group）[2]的私人客户业务（private-client services, "PCS"）。
- 2001年，911恐怖袭击中，该公司在纽约世贸中心占据3层办公楼，有1名雇员遇难。公司全球总部所在的美国运通大厦受到倒塌的世贸中心双子楼瓦砾的严重损毁，因此重新安置了6500名雇员。
- 2003年，重新启动了1989年曾退出的资产管理业务。[3]管理下的资产（英语：assets under management）达20亿美元。陆续获取了Crossroads Group（英语：Crossroads Group）、Lincoln Capital Management的固定收益部门。[3]与Neuberger Berman（英语：Neuberger Berman）。[4]这些业务组成了投资管理部，2007年净营收31亿美元，税前净收入8亿美元。破产前，公司管理的资产达2750亿美元。从1994年IPO到2008年破产，公司的净营收增加了600%，从27.3亿美元到192亿美元；雇员数量增加了230%，从8,500到28,600。
- 2003年6月，作为10家投行之一，雷曼被美国监管当局罚款8000万美元（英语：Global Settlement），理由是投资银行部门不正当引导分析部门有意误导客户。
- 2005年1月，雷曼退出中國業務，並把旗下Tekson Global 出售給中國電信。

### 2008年－破產

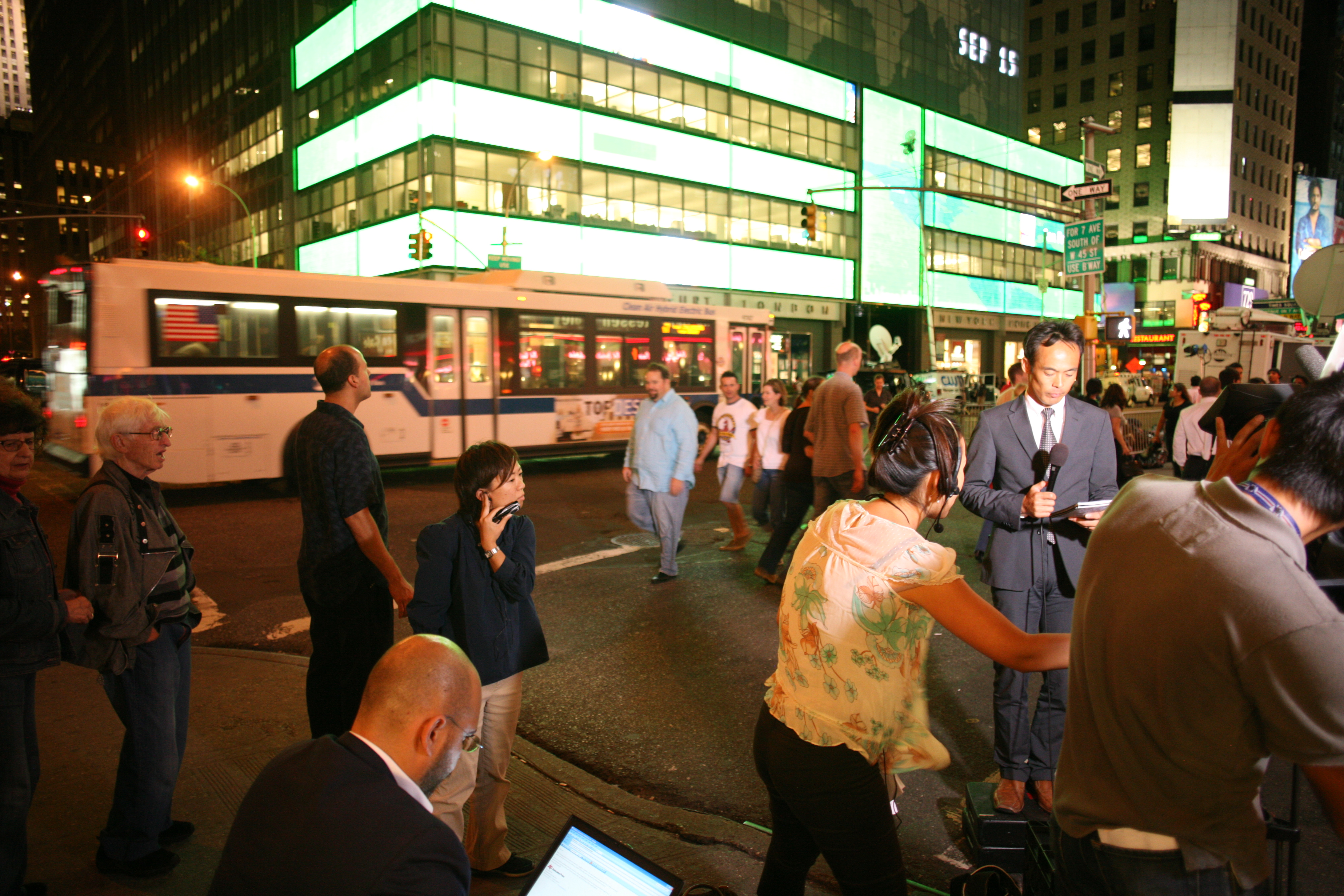
雷曼兄弟總部附近聚集了媒体報道（2008年9月15日）

雷曼兄弟破产消息，早在2008年7月份就已經傳開。雷曼兄弟於2008年9月15日正式依美國破產法第11章所規定之程序申請破產保护。雷曼兄弟因6130億美元的債務规模，創下美國史上最大金額的破產案。
2008年9月22日，日資的野村證券宣佈收購雷曼兄弟在歐洲、中東、亞洲區包括日本、澳洲和香港的業務，但沒有公佈收購價，市場傳聞指收購價為2.25億美元。巴克萊銀行則收購雷曼兄弟在美洲的業務。
巴菲特曾表示他曾經接到巴克萊資本的電話，要求他為巴克萊收購雷曼提供擔保，巴菲特要求巴克萊傳真更多細節，但最後沒有收到巴克萊的傳真。而巴克萊曾經在巴菲特手提電話的語音訊息留下訊息，但巴菲特不懂從手機聽取語音訊息。

### 香港方面
2008年9月16日，香港證監會根據《證券及期貨條例》第204及第205條向雷曼兄弟在香港營運的四家公司，包括雷曼兄弟亞洲投資、雷曼兄弟證券亞洲、雷曼兄弟期貨亞洲及雷曼兄弟資產管理亞洲，發出限制通知，以保存有關公司及客戶的資產，並保障該批客戶及廣大投資者的利益。
此外，香港交易所亦已暫停雷曼兄弟在證券及股票期權市場的交易。而香港交易所全資附屬公司香港中央結算有限公司亦宣布美國雷曼兄弟證券亞洲有限公司為失責人士。
2008年9月17日及9月19日，香港高等法院委任畢馬威會計師事務所的彭博倫（Paul Brough）、杜艾迪（Edward Middleton）及侯柏特（Patrick Cowley）為雷曼兄弟香港分公司的臨時清盤人。
2008年11月12日，香港立法會以47票大比數通過引用特權法調查雷曼事件，部分現任、前任財金官員被立法会传召，十九間銀行將被調查。
2009年2月24日，擔任投資銀行雷曼兄弟香港公司臨時清盤人的畢馬威會計師事務所表示，雷曼在香港8家子公司共有200億美元資產及225億美元負債。
2012年3月29日，香港警方在諮詢律政司意見和考慮調查所得的證據後，決定終止所有涉及雷曼兄弟「誤導投資者」的調查。

### 后续事件：雷曼兄弟迷你債券
雷曼破产后，香港相关的迷你债券（連動債）问题爆发。据香港证监会方面的透露，香港迷你债券市场规模达360亿港元，其中约127亿港元由雷曼担保，共有20间银行涉及雷曼兄弟债券问题。事后大量迷你债券持有人发起声讨活动。2008年10月17日，香港银行公会宣布涉及雷曼兄弟迷你债券的香港银行同意接受香港政府的建议，回购这些迷你债券。